# Brdr. Gebis
"Brdr. Gebis" eller "Brødrene Gebis" er en sang af den danske gruppe Shu-bi-dua og stammer fra deres sjette album, Shu-bi-dua 6. Såvel melodi som tekst er lavet af Shu-bi-dua selv. "Brdr. Gebis" er et pop-nummer der fortæller om Brødrene Gibb's pop- og disco-trio Bee Gees, som særligt var et stort musiknavn fra slutningen af 1960'erne og op til de sene 70'ere. I Shu-bi-duas univers bliver "Bee Gees" til "Gebis", fordi the Gibbs ifølge bandet havde tænder, der skinnede "som et bredt nul-huller-tandpastasmil".
Kendetegnende for Bee Gees var desuden de meget høje falsetstemmer, som Shu-bi-dua efterligner og omtaler i nummeret: "Her er vi igen, store stærke mænd, der lyder som et drengekor fra Bethlehem, Brdr. Gebis tager det høje fis" og "vi kan lave musik, lyder på en prik, som en nøgen Grease (gris), der rammes af en elastik, Brdr. Gebis tager det høje fis".   
Falsetstemmerne i "Brdr. Gebis" tilhører Michael Hardinger, Kim Daugaard og Jens Tage Nielsen, mens Michael Bundesens dybere stemme svagt kan anes i baggrunden. Shu-bi-dua har fortalt, at de med sangen ikke ønskede at virke ondskabsfulde overfor Bee Gees, men at det hele var kærligt ment. Den danske presse har dog siden taget "Gebis"-titlen til sig, når de skulle omtale det australske band. Musikalsk udnyttede Shu-bi-dua, at man i 1979 havde fået 24 spor at indspille på, hvilken var en mærkbar forbedring i forhold til de tidlige albummer.

## Udgivelsen
Nummeret udkom som LP-single i 1979 og havde "Rund funk" som A-side. "Brdr. Gebis"-temaet er afbilledet med airbrush på Shu-bi-dua 6'´s forside med et stort syngende gebis midt i universet, og sangen blev hurtigt populær efter 6'erens udgivelse. Den har dog ikke så ofte været en del bandets live-repertoire.

## Medvirkende
- Michael Bundesen: Kor
- Michael Hardinger: Guitar, kor
- Claus Asmussen: Guitar
- Kim Daugaard: Bas, kor
- Jens Tage Nielsen: el-orgel, kor
- Bosse Hall Christensen: trommer

### Øvrige medvirkende
- Kenneth Knudsen: moog-synthesizer